# Базарний Карабулак
Базарний Карабулак  — селище міського типу (з 1939) в Росії, муніципальне утворення у складі Базарно-Карабулацького району Саратовської області. Населення — 9 806 осіб.

## Географія
Розташоване на півночі області в долині річки Карабулак.

## Історія
Люди на території Базарно-Карабулакского району з'явилися близько 13 тисяч років тому, що підтверджується бронзовими мечами і наконечниками, знайдені біля села Шняєво.
До XVII століття а племена мордви займалися бортництвом і полюванням, татари кочували з табунами коней і овець, зрідка зупиняючись на своїх станах. Найбільша стоянка розташовувалося між ВАТ «Базкомплект» і допоміжною школою. Там було виявлено татарське кладовище з пам'ятними камінням на могилах. Звідси і татарська назва Карабулак, що означає: кара — «чорний», булак — «джерело».
Районний центр — селище Базарний Карабулак — виникло як сторожовий пост в 1692 році. Наприкінці XVII століття для оборони Російської держави створювалися лінії, укріплені стінами з вежами, фортеці та окремі сторожові пости на шляху можливого проникнення кочівників з півдня і південного сходу. Солдатам на сторожових постах дозволялося займатися хліборобством, обзаводитися сім'ями і домашньою худобою. Так виникло село Нікольське в районі лікарні — первісне селище, яке дало потім життя Базарна Карабулак. Найбільший розвиток і значимість село Карабулак в кінці XIX століття, коли воно стає самим жвавим торговим центром як для півночі Саратовського повіту, так і для найближчих волостей Петровського, Кузнецького і Вольського повітів.
Крім торгової справи основним заняттям карабулакців було шкіряне виробництво. До кінця XIX століття в Базарному Карабулаку було близько 170 кустарних шкіряних майстерень. Крім того, у селі працювали 2 парові і кілька водяних млинів, олійниці і гончарні майстерні.
В 1895 році у село прийшла залізниця. 1 вересня 1895 року від станції Карабулак, побудованої за 7 верст від села, відійшов перший потяг. Цього дня була здана в експлуатацію 2 черга лінії Аткарськ — Привільська, яка поєднала північ Саратовської губернії як з Москвою, так і з містом Вольськом — великою волзькою пристанню.
З 23 липня 1928 року Базарний Карабулак — центр Базарно-Карабулацького району Вольського округу Нижньо-Волзького краю (з 1936 року — в складі Саратовської області).
У грудні 1939 року село отримало статус робочого селища.

## Економіка
З середини XIX століття Карабулак стає великим центром торгівлі, в 1839 році — волосним селом з волосним правлінням і старшиною. Дороги — тракти, вимощені каменем, йшли від Базарного Карабулака на Саратов, Власюк, Хватовку і Балтай. Лісом, зерном і сіном торгували в районі нинішніх вулиць Чкалова, Сакко і Ванцетті, Пугачовської. Гончарні, бакалійні вироби, продовольчі товари продавалися в торгових рядах, у крамницях і магазинах в центрі села, там, де зараз знаходяться школа мистецтв, аптека, адміністрація, пошта.
У другій половині XIX століття в Базарному Карабулаку з'являються шкіряний та поташний заводи, численні артілі кушнірів, барвників, швеців, артілі ковалів, покрівельників, мукомолов, теслярів, столярів. У 1892 році в Карабулаку діяло 4 млини, а на початку XX століття — вже 8. У 1879 році почав працювати цегельний завод, в 1885 році — скляний (Хватовка). У 1895 році по території району пройшла залізнична гілка Аткарськ — Вольськ.
Зараз в селищі працюють десятки підприємств, організацій та установ. Найбільшими є: цегельний завод і лісгосп, ТОВ «Сандугач» і консервний завод, молочний завод, ЗАТ «Тракт», ВАТ «Базарно-Карабулацький ПМК-2», ВАТ «Саратовенерго».
Підприємства райцентру випускають цеглу, бетонно-керамзитові блоки, дерев'яні будиночки, дверні та віконні блоки, столярні вироби. Продовольчий комплекс виробляє хліб, яйця і м'ясо птиці, масло, сметану, сир, ковбаси, томатний соус. Базарний Карабулак також славиться своєю картоплею.

## Культура
В середині XIX століття у Карабулаку була відкрита церковно-приходська школа, що знаходилася в сторожці Казанської церкви (поблизу нинішньої друкарні), у ній навчалося близько 20 учнів. У 1869 році відкрилася земська початкова школа, яка розміщувалася в двоповерховому дерев'яному будинку (на місці ЗОШ № 2). У 1893 році в селі відкривається третя початкова школа, яка була побудована на кошти робітників і службовців шкіряного заводу. У 1915 році в Карабулаку відкрито училище з семирічним терміном навчання.
У передвоєнні роки відкрився дитячий садок «Світлячок» 1934 р., десятирічка школа 1935, утворений лісгосп 1936, автотранспортне підприємство 1938 та відкрито дитячий будинок-інтернат 1939. Указом Президії Верховної Ради РРФСР в грудні 1939 року Базарний Карабулак переведений в робітниче селища. В селищі будуються школи, лікарня, відкривається сільське профтехучилище, будинок культури.
Більше 380 дітей навчаються в дитячій школі мистецтв, яка в 1997 році відзначила свій 30-річний ювілей. У 1995 році в селищі було відкрито районний музей історії та краєзнавства. Працюють драматичний і ляльковий театри. Дуже перспективна школа боксу, завдяки тренеру Головкіну С. П. діти виграють перші і призові місця в таких змаганнях як: Першість Приволзького Федерального округу з боксу, першість Російської Федерації з боксу